# Arcidiecéze filadelfská

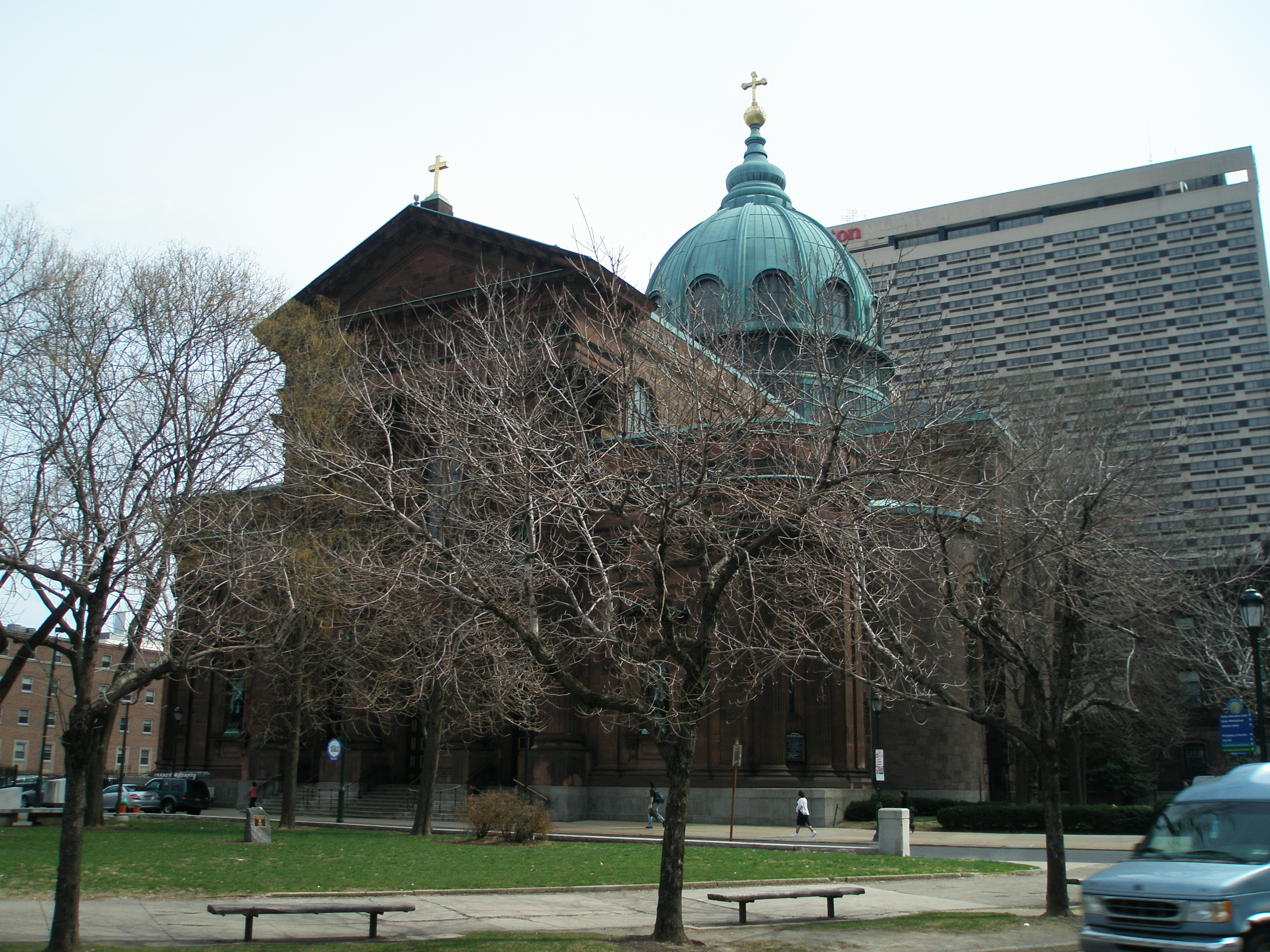
Katedrální bazilika sv. Petra a Pavla ve Philadelphii

Arcidiecéze filadelfská je metropolitní katolickou diecézí Provincie Filadelfie, v Pensylvánii. Do provincie, též nazyváné provincie Pensylvánie (neboť se její hranice shodují s hranicemi tohoto státu) náleží dále sufragánní diecéze Allentown, Altoona-Johnstown, erijská, greensburská, harrisburská, Pitsburgh a scrantonská. Arcidiecéze sama zahrnuje město a okres Filadelfii a okresy Backs, Chester, Delaware a Montgomery. Vznikla jako diecéze v roce 1808, na arcidiecézi byla povýšena v roce 1875. Hlavním kostelem diecéze je katedrální bazilika sv. Petra a Pavla. Současným arcibiskupem je Charles Joseph Chaput. V roce 2004 žilo na území diecéze 1 486 058 katolíků (38,4 % obyvatel). Čtvrtým biskupem filadelfským byl přistěhovalec českého původu Jan Nepomucký Neumann, který se stal prvním svatořečeným mezi americkými biskupy.